# Rocky Point (Nowy Jork)
Rocky Point – jednostka osadnicza w Stanach Zjednoczonych, w stanie Nowy Jork, w hrabstwie Suffolk.